# بختجي
بختجي هي بلدة في مقاطعة نشان في ولاية قشقداريا في أوزبكستان.